# Кайседо, Джованни
Джованни Кайседо, полное имя Ба́ннер Джова́нни Кайсе́до Киньо́нес (исп. Banner Geovanny Caicedo Quiñónez; род. 28 марта 1981 в Эсмеральдасе) — эквадорский футболист, защитник. Выступал в сборной Эквадора.

## Биография
Джованни Кайседо начал играть в футбол в клубе «Патрия» из Гуаякиля в 1998 году. В 2002 году он перешёл в фарм-клуб мексиканского «УАНЛ Тигрес», «Тигрильос де ла УАНЛ», а спустя сезон Джованни вернулся на родину, где стал выступать за одну из самых титулованных команд страны, гуаякильскую «Барселону». За 5 лет он трижды становился вице-чемпионом Эквадора, после чего перешёл в «Эмелек». Затем он провёл ещё один сезон в «Эль Насьонале». В 2009 году Кайседо перешёл в составе действующего чемпиона Эквадора «Депортиво Кито», с которым он сумел защитить титул в том же сезоне.
В 2011 году Джованни Кайседо перешёл в ЛДУ Кито, который являлся одним из сильнейших клубов Южной Америки.

Я благодарен Богу, что у меня есть возможность выступать в такой «большой» команде. Теперь мне просто надо много работать, чтобы заработать место в основе.

Кайседо дебютировал в сборной Эквадора ещё будучи игроком «Депортиво» 8 сентября 2010 года. Он провёл весь товарищеский матч против сборной Венесуэлы в Баркисимето и получил жёлтую карточку; Эквадор уступил 0:1. 18 ноября того же года он вышел на замену на 88 минуте в своеобразном ответном товарищеском матче в Кито против того же соперника, когда эквадорцы уже вели 4:1. Впоследствии Джованни, особенно после перехода в ЛДУ, довольно регулярно вызвался в сборную Эквадора. Он принял участие в Кубке Америки 2011 года.
26 января 2012 года официально стал игроком канадского клуба MLS «Торонто». Но Кайседо не успел провести за этот клуб ни одного матча. Ещё до старта первенства в марте того же года контракт был разорван — Кайседо сослался на невозможность адаптироваться к новому клубу и тоску по семье. Уже 29 марта он дебютировал в составе «Депортиво Куэнки».

## Титулы и достижения
- Чемпион Эквадора (1): 2009
- Вице-чемпион Эквадора (3): 2002, 2003, Ап. 2005